# Psihologija športa
Psihologija športa je aplikativna psihološka disciplina, ki je nastala na stiku med znanostjo o športu in psihologijo. Puni (1959) pravi, da naj bi športna psihologija raziskovala vedenje in razvoj ljudi znotraj športnih dejavnosti z namenom, da bi se povečala uspešnost športnikov. Za razliko pa Baumler, Reider in seitz (1972) menijo, da je bistvo športne psihologije v motiviranju športnikov. Seveda pa ne smemo pozabiti na dejstvo, da se tudi psihologija športa, tako kot večina drugih ved, povezuje s številnimi drugimi področji. Tako  je Rokusfalvy (1980) oblikoval shemo, ki prikazuje vsa področja, s katerimi se povezuje športna psihologija (npr. ekonomija, biomehanika, antropometrija, športna meteorologija, matematika, kibernetika in informacijska teorija, sociologija športa, pedagogika športa, teorija telesne vzgoje, teorija treniranja, fiziologija športa, pedagogika, psihologija ipd.).

## Področja preučevanja
V psihologiji športa se srečujemo z dvema glavnima sklopoma vsebin. Na eni strani jo zanimajo   učinki psiholoških faktorjev na vedenje v športu. V ta sklop vsebin lahko štejemo vpliv gledalcev, anksioznost, tremo, motivacijo, osebnost, samozaupanje, koncentracijo, skupinsko dinamiko itd. Na drugi strani pa imamo psihološke učinke na športnika, ki jih povzroča njihova udeležba  v športu oz. fizični aktivnosti. V ta sklop vsebin pa lahko štejemo osebnostni razvoj, agresivno vedenje, redukcija anksioznosti itd.
Adam s sodelavci (1973) področja psihologije športa razdeli na tak način: 
- Osnovna vprašanja (teorije športov, ocenjevanje učinkov…)
- Psihološka analiza športa (obča analiza in fenomenologija športov, preizkušnje športnikovih lastnosti, psihološka struktura športa, zahteve športa in športnikov…)
- Psihologija športnikov (psihodiagnostika, preizkušanje specifičnih lastnosti koncentracija, inteligentnost, motivacija, osebnost, emocionalna in psihična stabilnost, priprava, psihohigiena športa])
- Socialna psihologija športa (učinkovitost skupin, trenerja, vpliv nasprotnika, vpliv gledalcev oziroma publike, problem vodenja, socialni status ...)
- Psihologija treniranja (problemi učenja, problemi vadbe, analiza in učenje specifičnih lastnosti [koncentracija])
- Psihologija tekmovanja (vprašanja tekmovalne pripravljenosti, vprašanja glede uspešnost, obvladovanje predštartnega in štartnega stanja, obvladovanje stresa…)
- Psihologija trenerjev (vprašanja v zvezi s treningi, vprašanja učenec – učitelj, procesi interakcije…)
- Razni ukrepi (regulacijski ukrepi, cooping, planiranje forme, obvladovanje predštartne treme…)

## Razvoj psihologije športa
Že iz časov antičnih filozofov je znana zveza med duhom in telesom oziroma misel "zdrav duh v zdravem telesu", kar kaže, da zanimanje za psihologijo športa sega že v daljno preteklost. Pa vseeno je zgodovina psihologije športa pravzaprav zelo kratka. Čisti začetki športne psihologije so se pojavili v Severni Ameriki, okoli leta 1900. S tem letom so se namreč začenjali nekateri izolirani raziskovalni projekti.  

Tako so se sprva ukvarjali predvsem z dvema vprašanjem: 
- Zakaj bi učitelji športne vzgoje potrebovali tudi znanje iz psihologije?
- Kateri so pozitivni psihični  učinki sodelovanja v športni psihologiji?

Poleg razvijanja severnoameriškega koncepta športne psihologije, pa je znan tudi socialistični koncept vzhodnoevropskih držav. Pri tem je potrebno omeniti, da se je pri obeh  psihologija športa razvijala zgolj v okviru kineziologije in športne vzgoje, medtem ko se znotraj oddelkov psihologije še ni razvilo zanimanje za to področje. Prav tako so se na začetku veliko ukvarjali z vprašanjem igre. Zanimali so jih motivi tisočev navijačev, ki prihajajo na tekme ameriškega nogometa.  Toda večina tovrstnih  teorij ni bila eksperimentalno podprtih, ampak zgolj osnovana na osebnih mnenjih.
Pomembne začetne študije na športno psihološkem področju pa so tudi raziskave, ki so se ukvarjale s problemom motoričnega učenja. Najbolj tipične so na primer raziskave reakcijskih časov. Vredno je omeniti raziskavo psihologa Cumminsa iz Waschingtona (1914), ki je preučeval vpliv košarkaških vaj na motorične reakcije, pozornost in sugestibilnost. Opisana študija je izredno pomembna, saj je ena izmed prvih študij, ki je neposredno ugotavljala vrednost in pomen športa in fizične aktivnosti.
Coleman Robert Griffithje je ustanovil prvi laboratorij psihologije športa v Severni Ameriki. Tako ga lahko štejemo za izredno pomembno osebnost v psihologiji športa. Na začetku se je usmeril na tri pomembna področja preučevanja, in sicer je preučeval psihomotorične spretnosti, učenje in osebnostne spremenljivke. Razvil je številne teste in specialne naprave (npr. test za sposobnost učenja, test za reakcijski čas na svetlobo, zvok in pritisk,  test za merjenje mišične napetosti in sproščanje itd.). Prav tako se je tudi trudil za  prenašanju teoretičnih spoznanj v prakso in zato izdal niz publikacij. Pisal je o uporabi koristnega znanja pri učenju športnih veščin. Z enakim namenom pa je začel izdajati tudi različne knjige. Z iskanjem praktičnih vidikov psihologije športa je izredno veliko prispeval k samem razvoju. Nekateri mu zato upravičeno rečejo kar oče psihologije športa v Združenih državah Amerike. Na žalost pa ni imel prav velikega vpliva na takratno izobraževanje v tej smeri, zato se je po njem in do 2. Svetovne vojne pojavilo nekakšno stagniranje v razvoju.
V evropskem prostoru pa so pomembni predvsem Schulte, Sippel in Giese. Schulte se je posvetil preučevanju vpliva telesnih vaj na osebnost, selekciji in ugotavljanju vlogo pomembnih organov za športno aktivnost. Sippel (1920) se je ukvarjal z ugotavljanjem učinkov telovadbe na dosežke šolarjev, medtem ko je Giese (1928) preučeval učinke okolja na dosežke športnikov. 
Po 2. Svetovni vojni pa se ponovno pokaže veliko zanimanje za apliciranje psiholoških spoznanj na različna področja športa. Želeli so izboljšati metode učenja in poučevanja športa. V ta namen so se ustanavljale različne smeri in tečaji na univerzah. Vse večje zanimanje se je pokazalo za emocionalne reakcije, predvsem so se čedalje bolj posvečali strahu in stresu.
Kasnejše obdobje razvijanja psihologije športa pa je zaznamovalo odkritje matematično statističnega postopka – faktorske analize. Ta koncept je za psihologijo na področju športa predvsem pomemben zato, ker omogoča odkrivanje psiholoških komponent športnih dosežkov. Po letu 1960 se piše obdobje relativno hitrega razvoja psihologije športa, v katerem je nastalo tudi najmočnejše združenje strokovnjakov, ki jih je zanimalo dotično področje. Omenjeno združenje se imenuje NASPAPA (ang. North American Society for the Psychology of Sport and Physical Activity) .

## Motivacija v športu

### Pojmovanje motivacije v športu
Motivacijo danes pojmujejo kot dinamični proces kognitivnih, afektivnih in vrednostnih spremenljivk, ki delujejo kot mediator izbire in doseganja storilnostnih ciljev. V športnem kontekstu so znane tri naslednje mini teorije, ki pojasnjujejo samo del opisovanega koncepta: 
- Teorija samoučinkovitosti
- Teorija zaznane kompetentnosti
- Teorija različnih ciljnih perspektiv

Teorija samoučinkovitosti govori o posameznikovi oceni, kaj lahko naredi s svojimi sposobnostmi oziroma ali posameznik meni, da je sposoben opraviti neko aktivnost, ki ga bo pripeljala do ustreznega cilja. Teorija zaznane kompetentnosti se ukvarja s posameznikovo zaznava lastne kompetentnosti, ki pa naj bi bila multidimenzionalni motiv. Usmerjal naj bi se na posameznikov kognitivni, socialni in telesni vidik. Teorij različnih ciljnih perspektiv pa govori o različnih ciljnih usmeritvah oziroma storilnostnih ciljih, ki pomagajo razumeti pojem motivacije v športu

### Športnikovi cilji
Znotraj Teorije različnih ciljnih perspektiv ločimo dva storilnostna cilja: 
- Usmerjenost v maksimiziranje verjetnosti demonstriranja visokih sposobnosti in minimiziranja verjetnosti demonstriranja slabih in nizkih sposobnosti.
- Cilj demonstriranja obvladovanja oziroma učenja nalog, ki je odvisen od zaznave osebnega izboljšanja v neki aktivnosti (obvladovanje nečesa je izredno pomembno).

Prav tako lahko v okviru športnikove motivacije še nekoliko drugače opredelimo dva primarna cilja, ki sta prepoznana pri atletih; ego-orientiran cilj  in k nalogam-orientirani cilj. Prvi producira motivacijo,  ki temelji na želji po zmagovanju, medtem ko drugi vpliva na željo po čim boljši izvedbi določene aktivnosti.  Tako ljudje različno zaznavajo pomembnost omenjenih dveh ciljev. Kombinacija obeh pa deluje kot napovednik športnega dosežka .
Preferiranje določenega cilja pa je zelo odvisno tudi od okolja, v katerem posameznik živi. Če trener, družinski člani ali učitelj dajejo večjo pomembnost ego-orientiranemu cilju, bo podobno usmerjen tudi športnik. V primeru, da bodo atleti verjeli v trenerjevo osorno kritiziranje njihovih napak, v njihovo spodbujanje rivalstva z ostalimi tekmovalci in,  da bodo opazili trenerjevo usmerjeno pozornost v športne zveznike,  bo njihov glavni cilj temeljil na želji po zmagovanju (ego-orientiran cilj). V nasprotnem primeru pa, ko bodo atleti prepoznali trenerjevo usmerjenost v izvedbo dejavnosti, izpopolnjevanju tehnik in spodbujanja enakopravne vloge soigralcev, kljub  njihovim različnim sposobnostim, bo njihov cilj usmerjen na proces in ne produkt (k nalogam-orientiran cilj). Tako naj bi tudi otroci v športu bolj uživali, doživeli več zadovoljstva, imeli željo po še večjem treniranju in videli šport kot vseživljenjsko aktivnost.
Pri elitnih športnikih je stvar nekoliko drugačna, saj imajo glede na ostale športnike,  višji obe ciljni orientiranosti, kateri prilagajajo glede na situacije. V času tekmovanja so usmerjeni v zmagovanje, medtem ko so v času treniranja usmerjeni v samo izvedbo. Tako je njihova prednost najti dobro ravnotežje med obema. 

### Motiviranje pri športnikih
Motivacija ima v življenju športnikov izjemno veliko vlogo, medtem ko pa v  športu velja nekaj napačnih razumevanj motivacije. Kot prvo nerazumevanje lahko izpostavimo trenerjevo »motiviranje« športnikov pred tekmo v garderobah oziroma slačilnicah. Povzroči agresivnost in boljšo pripravljenost na začetek tekme, vendar to ni motivacija v pravem pomenu besede, ampak zgolj neko vzburjenje. Kot drugo napačno razumevanje lahko izpostavimo športnikovo »pozitivno mišljenje«, ki sicer pozitivno deluje na storilnostno vedenje športnikov, vendar po navadi nima dolgoročnega motivacijskega značaja. Deluje pa lahko tudi demotivirajoče, če je pozitivno mišljenje zgrajeno na nerealnih temeljih. Kot tretje napačno prepričanje pa je razumevanje  motivacije kot trdno zakoreninjene znotraj človekovega organizma. Nekateri jo razumejo kot prirojeno in nespremenljivo. Tako nekatere športnike označijo kot 'tiste s slabo motivacijo', na kar ni mogoče vplivati. Posledica pa je lahko športnikovo prenehanje ukvarjanja s športom .
Za dobro motiviranost športnikov je potrebno že na samem začetku razumeti njihove razloge udejstvovanja v športnih aktivnostih. Tako bo lažje zadovoljiti njihove potrebe in hkrati povišati njihovo motivacijo .

## Čustva v športu
V eni od raziskav so preučevali v kolikšni meri posameznikova čustva vplivajo na pozornost, koncentracijo in izvedbo športnega nastopa. Pokazal se je bistveno drugačen vpliv negativnih in pozitivnih čustev na športnikovo pozornost, in sicer veselje in navdušenje bistveno bolj vplivata na široko pozornost, kot pa potrtost in jeza. Prav tako so ugotovili, da pozitivna čustva vplivajo na boljšo koncentracijo in zaznavanje zmogljivosti med športnim nastopom, medtem ko je čustvo anksioznosti vplivalo na posameznikovo manjše zadovoljstvo z nastopanjem, čustvo potrtosti pa na zmanjšano koncentracijo in zaznavo uspešnosti med nastopanjem. Jeza prav tako slabo vpliva na koncentracijo, vendar ne na zaznano učinkovitost športnega nastopanja. Večje navdušenje in veselje je bilo povezano tudi z bolj avtomatičnimi gibi med nastopanjem, medtem ko je anksioznost bila povezana s kontroliranimi in rigidnimi gibi.

### Tipični strahovi pri športnikih
Strah se zelo pogosto pojavi zaradi zaznavne nevarnosti in rizike, ki ga prinaša neka objektivna zaznana situacija. In tudi zaradi športnikovega neuspešnega soočanja s stresnimi situacijami, trpijo za najrazličnejšimi strahovi : 	
- Strah pred porazom oz. zmago (Zelo razumljiv je strah pred porazom, medtem ko je strah pred zmago nekoliko manj logičen, a vseeno velikokrat prisoten. Zmaga športnika kar naenkrat spremeni njegov položaj, saj postane tekmec in tarča ogromno drugih športnikov. Po drugi strani pa tudi navijači pričakujejo po zmagi veliko več, kot so pričakovali prej)
- Strah pred trenerjevo zavrnitvijo (Moramo se zavedati, da večina športnikov med »pomembne druge« šteje tudi svoje trenerje, zato je njihovo sprejemanje izredno velikega pomena)
- Strah pred agresivnostjo (Strah pred tem, da na tekmi poškodujejo svojega nasprotnika)
- Strah pred bolečino (Ta strah se pojavlja pri vzdržljivostnih športih oz. pri športih, kjer je pomemben medosebni stik).

## VPLIV DRUŽINE
Vloga staršev je izredno pomembna, predvsem v smislu, da ne izpostavljajo izredne pomembnost tekmovanja, ampak zgolj izboljševanja svojega opravljanja športne dejavnosti. Otroci naj bi namreč šele po dvanajstem letu začeli razlikovati med trudom in sposobnostjo. Tako naj bi od 12. do 17. leta 90% otrok prenehali s tekmovanjem, zaradi  pretirane želje po zmagovanju, nakar doživijo razočaranje, saj vsi žal ne morejo biti vodilni.
Pomembno pa je tudi, da so vsi tisti, ki podpirajo športnika, seznanjeni z dogajanjem. Tako so ugotovili, da izobraževanje o športnem dogajanju, staršev in pa tudi trenerjev, pozitivno vpliva na njihovo vedenje v povezavi s športnikom. Njihovo obnašanje je veliko bolj konsistentno, izboljšajo se odnosi med trenerji in starši, medtem ko se motivacija za sodelovanje, tako staršev kot trenerjev, izboljša. Prav tako se izboljšajo tudi družinske vezi med starši in otroki, saj tako starši veliko bolje razumejo trening in dogajanje v športu. Bolje  rešujejo tudi druge konfliktne situacije .

## Vpliv trenerja
Športni trener je ključna oseba pri oblikovanju športnikove kariere. Pri tem je zadolžen za različne naloge. Spodaj so naštete njihove aktivnosti na šestih področjih delovanja: 	
- Planiranje treninga (Za uspešno izvajanje treninga  in planiranje treningov mora imeti trener znanja iz različnih področij (biomehanike, športne in razvojne psihologije, športne medicine ipd.). Vendar tukaj ne gre za to, da mora trener obvladati vsa posamezna področja, vendar da je sposoben usklajevati in vključevati v svoje delo ustrezne strokovnjake).
- Izvajanje treninga (Tukaj gre za uspešno izvajanje kondicijskega, tehničnega in taktičnega treninga in pri tem uporabljati specifične metodike treniranja. Treninge pa mora oblikovati tudi tako, da bo zadovoljil čim več potreb in motivov vseh vključenih posameznikov).
- Kontrola uspešnosti treninga (Prav tako mora nenehno kontrolirati učinkovitost svojega lastnega treninga. To pa je pomembno tudi z motivacijskega vidika).
- Vsestranska skrb za varovanca (Sem sodijo dejavniki, s katerimi lahko trener svojim športnikom zagotovi dobro počutje in razpoloženje, v katerem lahko normalno trenirajo. Torej tukaj gre za neko oblikovanje zunanjih pogojev (skrb za prehrano, bivanje ipd.), preizkušanje zunanjih tehniških pogojev, klime in naprav, s katerimi bodo športniki trenirali, upoštevanje individualnih zahtev in  želj športnikov, sprotno informiranje športnikov ipd.)
- Svetovanje in pomoč varovancem (Svojim varovancem mora nuditi pomoč tako na športnem kot tudi na osebnem področju (glede šolanja, staršev itd.))
- Vloga na tekmovanju (Deluje kot model, tako da se zaveda resnosti situacije, ostaja pozitiven, zna uspešno odreagirati in se prilagajati športnikovem počutju. Prav tako lahko športniku pomaga pri izvedbi predštartne in štartne strategije. Športnik mora začutiti, da mu je trener na tekmovanju v oporo).